# Kreuzhaus (Hallenhaus)
Als Kreuzhaus bezeichnet man eine besondere Form des niederdeutschen Fachhallenhauses. Durch den Anbau von zwei Seitentrakten, die quer zur Hauptrichtung des Hauses liegen, entsteht ein t-förmiger Grundriss. Die Linien der Firste bilden von oben gesehen ein Kreuz.

## Geschichtliches

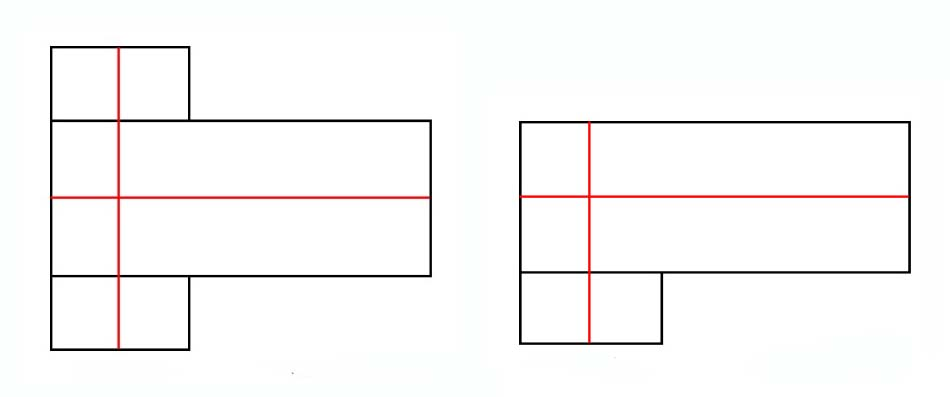
Grundrisse von Kreuzhaus und Halbkreuzhaus
Die roten Linien stellen den Dachfirst dar.
Links ist jeweils der Wohntrakt, rechts der Wirtschaftstrakt.

Im Vergleich zu den ärmlichen Bauernstellen in der Geest baute man in den fruchtbaren Marschgebieten größere Hallenhäuser, die nicht selten 10 bis 12 Fach aufwiesen. Wirtschafts- und Wohnbereich befanden sich aber auch dort unter einem Dach und der Wohnbereich war beschränkt. Zur Erweiterung des Wohnraums wurden in einigen Marschgebieten die Hallenhäuser mit Quertrakten versehen. Auf diese Weise entstanden häufig auch breite prächtige Fassaden, die dem Repräsentationsbedürfnis der wohlhabenden Eigentümer entgegenkamen.
Die Quertrakte hatten allerdings ursprünglich den Nachteil, dass sie weit von der zentralen Feuerstelle entfernt waren und daher im Regelfall nicht beheizt werden konnten. Sie wurden deshalb als Sommerhäuser (niederdeutsch „Sommerhus“) bezeichnet, weil sie nur im Sommer genutzt werden konnten. Später hat man sie vielfach mit einem eigenen Kamin versehen bzw. an ein Zentralheizungssystem angeschlossen.
Nicht jeder Hof konnte sich beidseitig Anbauten leisten, es gibt auch viele Häuser mit nur einem seitlichen Anbau. Dann spricht man von einem Halbkreuzhaus.

## Vorkommen
Kreuzhäuser und Halbkreuzhäuser findet man vorwiegend in den Marschlanden auf der rechten Seite der Unterelbe in den Kreisen Pinneberg und Steinburg in Schleswig-Holstein. Die älteren stammen aus dem 18. Jahrhundert, die Bauweise setzte sich aber bis in die Gründerzeit fort.

## Galerie

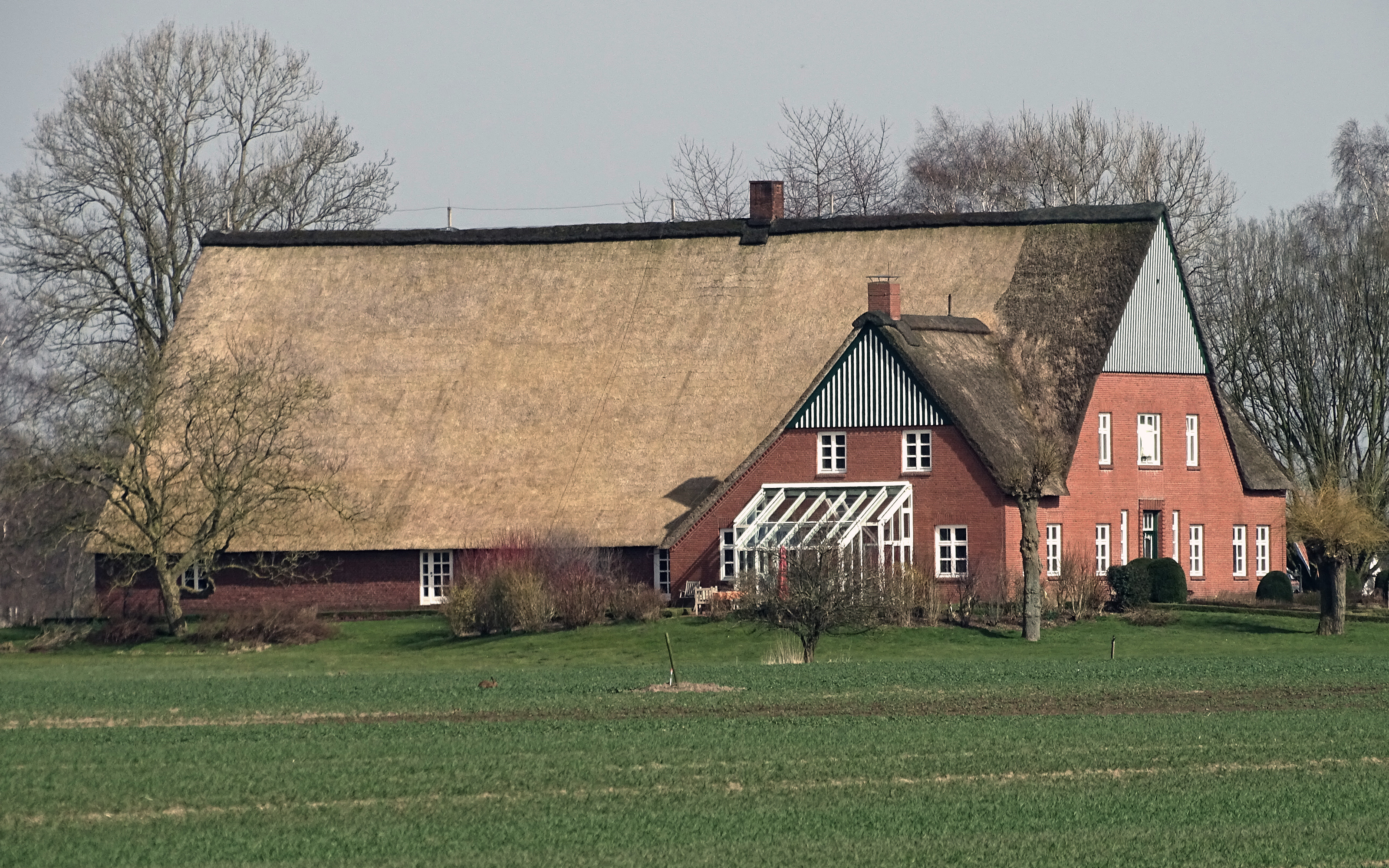
Kreuzhaus mit niedrigen Anbauten in Seestermühe Baujahr 1791
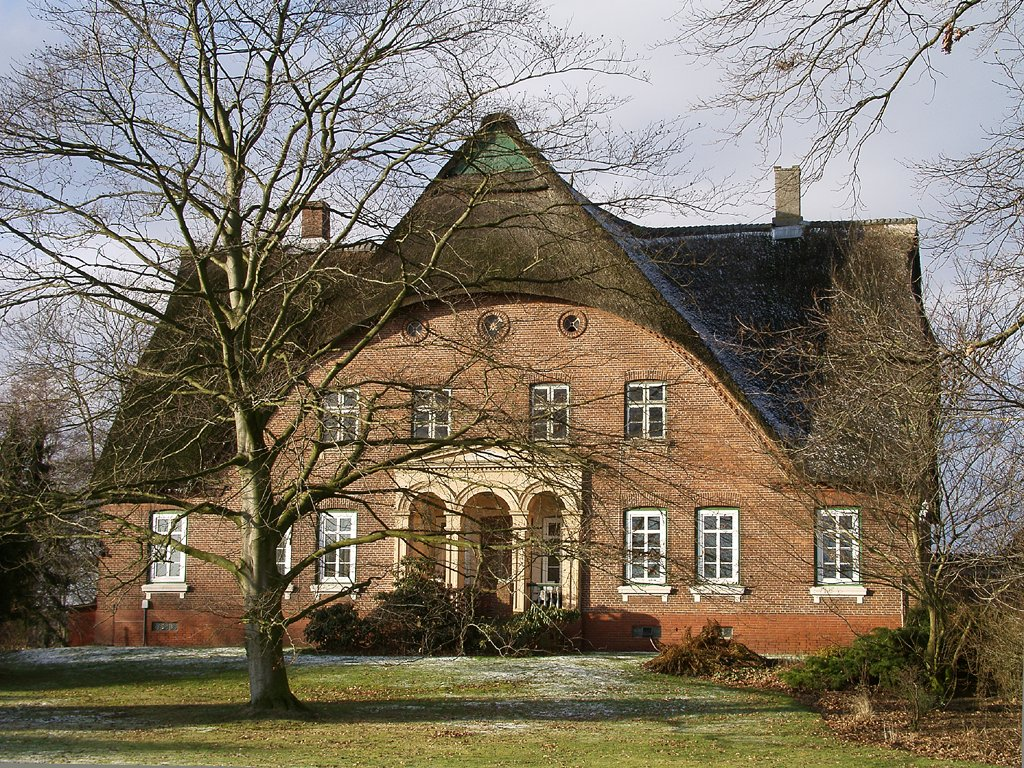
Kreuzhaus mit repräsentativer Fassade in Seester-Kurzenmoor Baujahr 1862
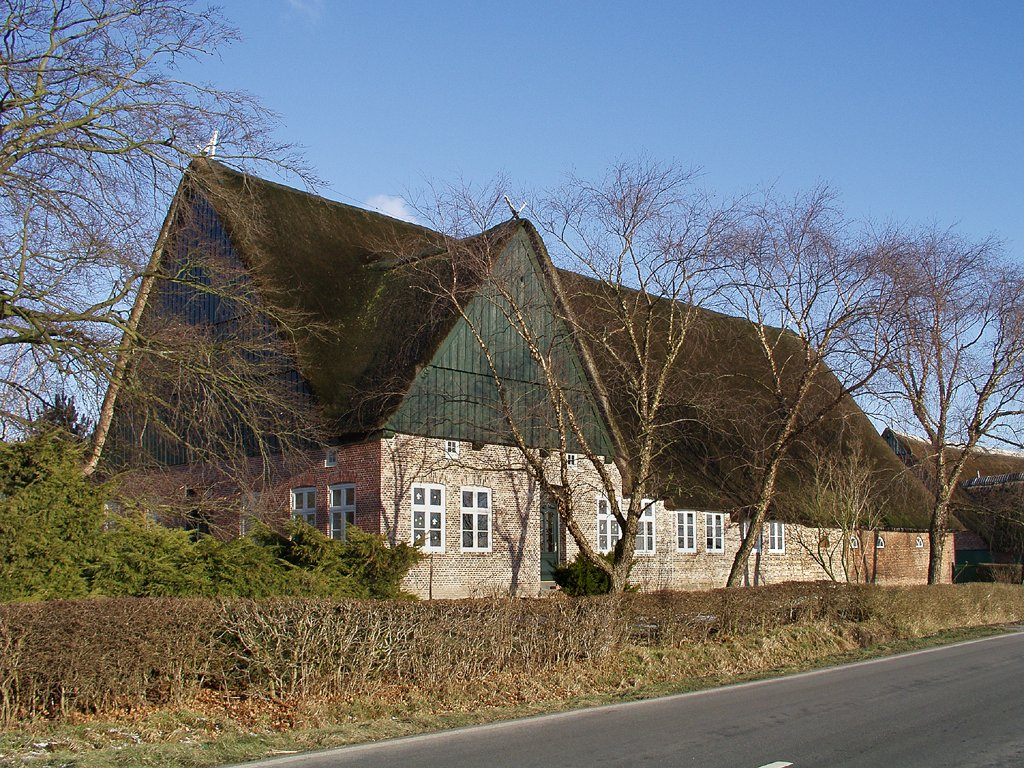
Halbkreuzhaus in Seester Baujahr 1790
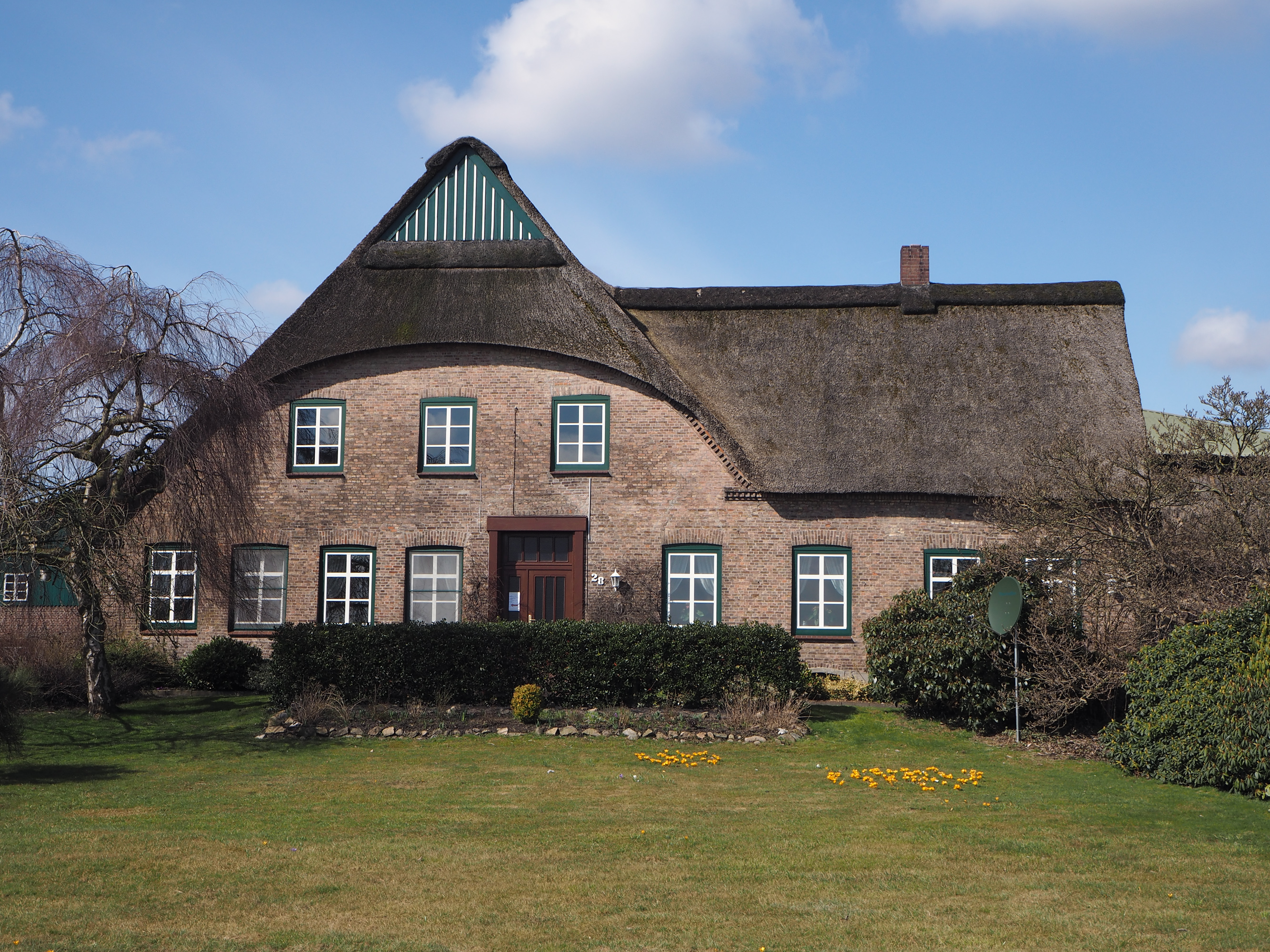
Halbkreuzhaus in Seester-Kurzenmoor Bauzeit 18. Jahrhundert